# Frontières fortifiées de l'Europe
Les frontières fortifiées de l'Europe sont des murs ou clôtures érigées aux frontières de pays européens afin d'empêcher des incursions armées ou, aujourd'hui, de limiter et contrôler l'arrivée de migrants. Depuis la chute du mur de Berlin en 1989, plus de 3 000 km de frontières ont ainsi été fortifiés.

## Histoire
Les premières frontières fortifiées en Europe datent de l'Empire romain : mur d'Hadrien entre l'Angleterre et l'Écosse (122-127), mur d'Antonin entre le Firth of Forth et la Clyde en Écosse (v. 140) et mur d'Anastase à l'ouest et au nord-ouest de Constantinople (fin du Ve siècle).
L'Europe connaît ensuite des alignements de places fortes ou de casemates plutôt que des murailles continues, comme les chapelets de châteaux forts du comté d'Auvergne, la ligne Maginot ou le mur de l'Atlantique. Les barrières continues font leur retour pendant la guerre froide avec la frontière interallemande (1945-1990) et le mur de Berlin (1961-1989), puis la frontière de la Chypre du Nord en 1974. La première frontière fortifiée destinée à empêcher l'arrivée de migrants est érigée à Ceuta en 1993.

## Inventaire
| Date de construction | Lieu                    | Frontière             | Article dédié                  |
| -------------------- | ----------------------- | --------------------- | ------------------------------ |
| 1974                 |                         | Chypre-Chypre du Nord | Ligne verte                    |
| 1993                 | Ceuta                   | Espagne-Maroc         | Barrière de Ceuta              |
| 1996                 | Melilla                 | Espagne-Maroc         | Barrière de Melilla            |
| 1999                 |                         | Lituanie-Biélorussie  |                                |
| 2012                 |                         | Grèce-Turquie         |                                |
| 2014                 |                         | Bulgarie-Turquie      |                                |
| 2015                 |                         | Autriche-Slovénie     |                                |
| 2015                 | Calais                  | France-Royaume-Uni    | Mur de Calais                  |
| 2015                 | Grèce-Macédoine du Nord |                       |                                |
| 2015                 | Slovénie-Croatie        |                       |                                |
| 2015                 |                         | Hongrie-Croatie       | Barrière frontalière hongroise |
| 2015                 | Hongrie-Serbie          |                       | Barrière frontalière hongroise |
| 2016                 |                         | Norvège-Russie        |                                |
| 2017                 |                         | Lituanie-Russie       |                                |
| 2018                 |                         | Estonie-Russie        |                                |
| 2018                 | Lettonie-Russie         |                       |                                |
| 2021                 |                         | Lettonie-Biélorussie  |                                |
| 2021                 | Pologne-Biélorussie     |                       |                                |
| 2023 (en cours)      |                         | Finlande-Russie       |                                |

## Controverses
La politique de fortification de l'Union européenne est critiquée pour des raisons éthiques et pragmatiques. L'augmentation des sommes allouées à la protection contre l'arrivée des migrants a en effet eu pour corollaire une baisse des aides au sauvetage en mer et au soutien des migrants parvenus en Europe. Et la protection est souvent jugée inefficace, les trafiquants d'êtres humains s'adaptant plus vite que les autorités, notamment en substituant une voie maritime ou terrestre à une autre,.